# Americus (Kansas)
Americus és una població dels Estats Units a l'estat de Kansas. Segons el cens del 2000 tenia 938 habitants.

## Demografia
Segons el cens del 2000, Americus tenia 938 habitants, 355 habitatges, i 259 famílies. La densitat de població era de 335,3 habitants per km².
Dels 355 habitatges en un 39,2% hi vivien nens de menys de 18 anys, en un 58,9% hi vivien parelles casades, en un 10,4% dones solteres, i en un 27% no eren unitats familiars. En el 23,1% dels habitatges hi vivien persones soles el 10,1% de les quals corresponia a persones de 65 anys o més que vivien soles. El nombre mitjà de persones vivint en cada habitatge era de 2,64 i el nombre mitjà de persones que vivien en cada família era de 3,12.
Per edats la població es repartia de la següent manera: un 29,9% tenia menys de 18 anys, un 8,6% entre 18 i 24, un 28,8% entre 25 i 44, un 22,8% de 45 a 60 i un 9,9% 65 anys o més.
L'edat mediana era de 35 anys. Per cada 100 dones de 18 o més anys hi havia 94,7 homes.
La renda mediana per habitatge era de 35.859 $ i la renda mediana per família de 43.850 $. Els homes tenien una renda mediana de 29.545 $ mentre que les dones 21.705 $. La renda per capita de la població era de 14.532 $. Entorn del 9,9% de les famílies i l'11,4% de la població estaven per davall del llindar de pobresa.

## Poblacions més properes
El següent diagrama mostra les poblacions més properes.